# Gerard Houckgeest

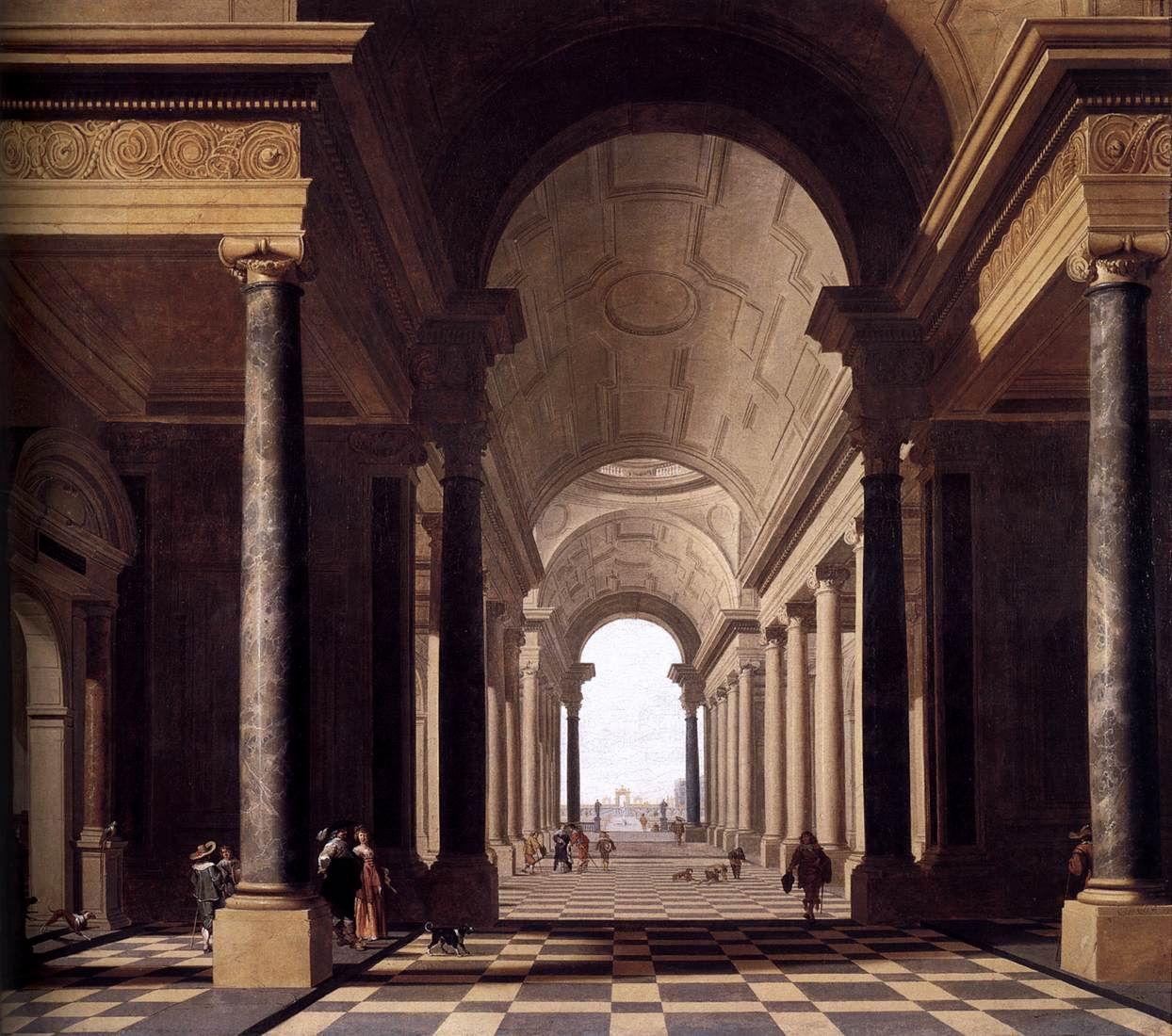
Fantasie Arcade. (1638)

Gerard of Gerrit Houckgeest (Den Haag, ca. 1600 – Bergen op Zoom, augustus 1661) was een Nederlands schilder behorend tot de Hollandse School.

## Leven
Gerard Houckgeest kwam uit een bemiddelde Haagse familie. Zijn oom Joachim Houckgeest was een geslaagd portretschilder.
Houckgeest werd in Den Haag opgeleid door Bartholomeus van Bassen. In 1625 werd hij lid van het Sint-Lucasgilde te Den Haag. Rond 1635 was hij verhuisd naar Delft. Hij trouwde er in 1636. Omstreeks 1639 keerde hij terug naar zijn geboortestad. In december 1644 woonde Houckgeest in brouwerij "De Klauw" in Den Haag. Hij ontwierp een serie tapijten voor de vergaderzaal van de Staten-Generaal. Zijn schoonmoeder Bartha Elisabeth van Cromstrijn erfde in Steenbergen, Brabant een huis van haar echtgenoot en burgemeester en Houckgeest kocht er in 1651 een huis. Vanaf 1653 tot zijn dood woonde hij met zijn vrouw Helena in Bergen op Zoom op een aanzienlijk stuk land, genaamd "De Grote Valk", waar hij eveneens de plaatselijke kerk schilderde.

## Werk

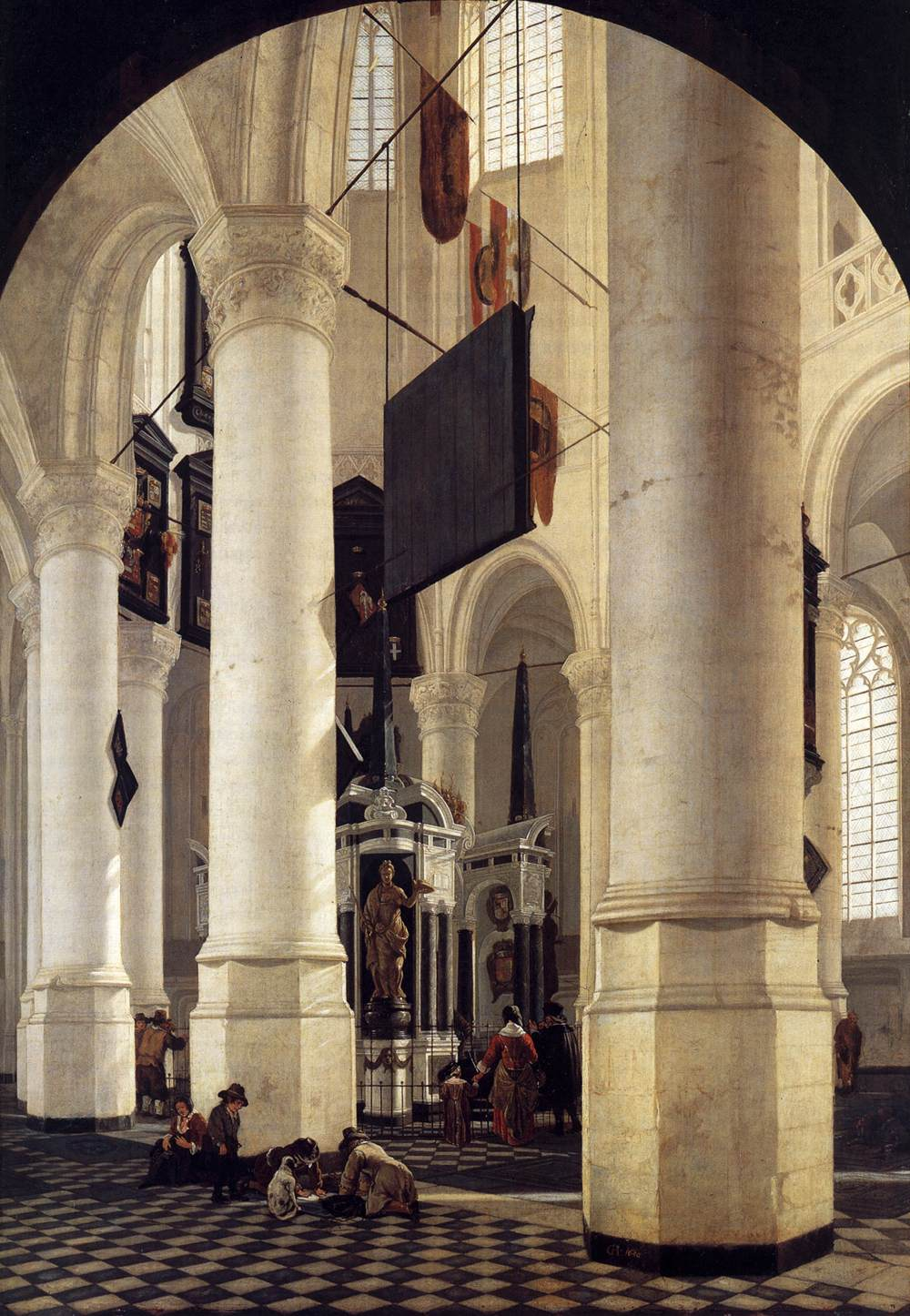
Interieur van de Nieuwe Kerk te Delft met het praalgraf van Willem de Zwijger, 1650. (Hamburger Kunsthalle)

Aanvankelijk schilderde hij fantasie architectuurstukken maar vanaf 1650 richtte hij zich op de Oude en Nieuwe Kerk in Delft. Zijn meesterwerk, "Interieur van de Nieuwe Kerk te Delft met het praalgraf van Willem de Zwijger, 1650", bevindt zich in de Hamburger Kunsthalle. Zijn kerkinterieurs waren van invloed op de werken van Hendrick Cornelisz. van Vliet en Emanuel de Witte. Minder bekend zijn zijn gezichten op paleizen in mediterrane omgeving die hij halverwege de jaren 50 van de Gouden Eeuw schilderde. 
- Bibliothèque nationale de France: cb14492162k (data)
- Biografisch Portaal: 55180293
- Gemeinsame Normdatei: 118775049
- International Standard Name Identifier: 0000 0000 8222 8455
- KulturNav: 535efaec-c2d1-4bd5-92e9-0fe4806f95b1
- Library of Congress Control Number: nr2001026639
- Nationale Bibliotheek van Israël: 987007385391105171
- Nederlandse Thesaurus van Auteursnamen: 069393281
- RKD-Nederlands Instituut voor Kunstgeschiedenis: 39958
- Union List of Artist Names: 500010735
- Virtual International Authority File: 40174270
- WorldCat: E39PBJfxccCXHmxVYFXK3BqG73